# Elke Felicetti
Elke Felicetti (Bolzano, 11 agosto 1970) è un'ex pattinatrice di velocità su ghiaccio italiana.

## Biografia
Nata a Bolzano nel 1970, partecipa alle sue prime gare importanti nel 1989, a 18 anni.
A 21 anni partecipa ai Giochi olimpici di Albertville 1992, nelle gare dei 3000 e 5000 metri. Nella prima arriva 23ª in 4'44"14, mentre nella seconda termina al 20º posto in 8'08"44.
Sempre nel 1992 smette di gareggiare, a 22 anni.
È sposata con il collega olandese Gerard Kemkers, bronzo nei 5000 metri a Calgary 1988, con il quale ha due figli.